# 鳥越信号場 (岩手県)
鳥越信号場（とりごえしんごうじょう）は、岩手県二戸郡一戸町にあった、日本国有鉄道東北本線（現・いわて銀河鉄道線）の信号場である。

## 歴史
- 1965年（昭和40年）9月26日：一戸 - 当信号場の複線化と同時に開業[1]。
- 1968年（昭和43年）6月11日：当信号場 - 北福岡駅（現：二戸駅）間の複線化に伴い廃止[1]。

## 構造
一戸駅より3.1 kmの地点に、北福岡駅（現：二戸駅）から3.2 kmの地点にあった交換型信号場。当初から複線始終端型の配線であった。

## 隣の施設
日本国有鉄道
東北本線
一戸駅 - （鳥越信号場） - 北福岡駅（現：二戸駅）